# Jüdischer Friedhof (Fürstenwalde)

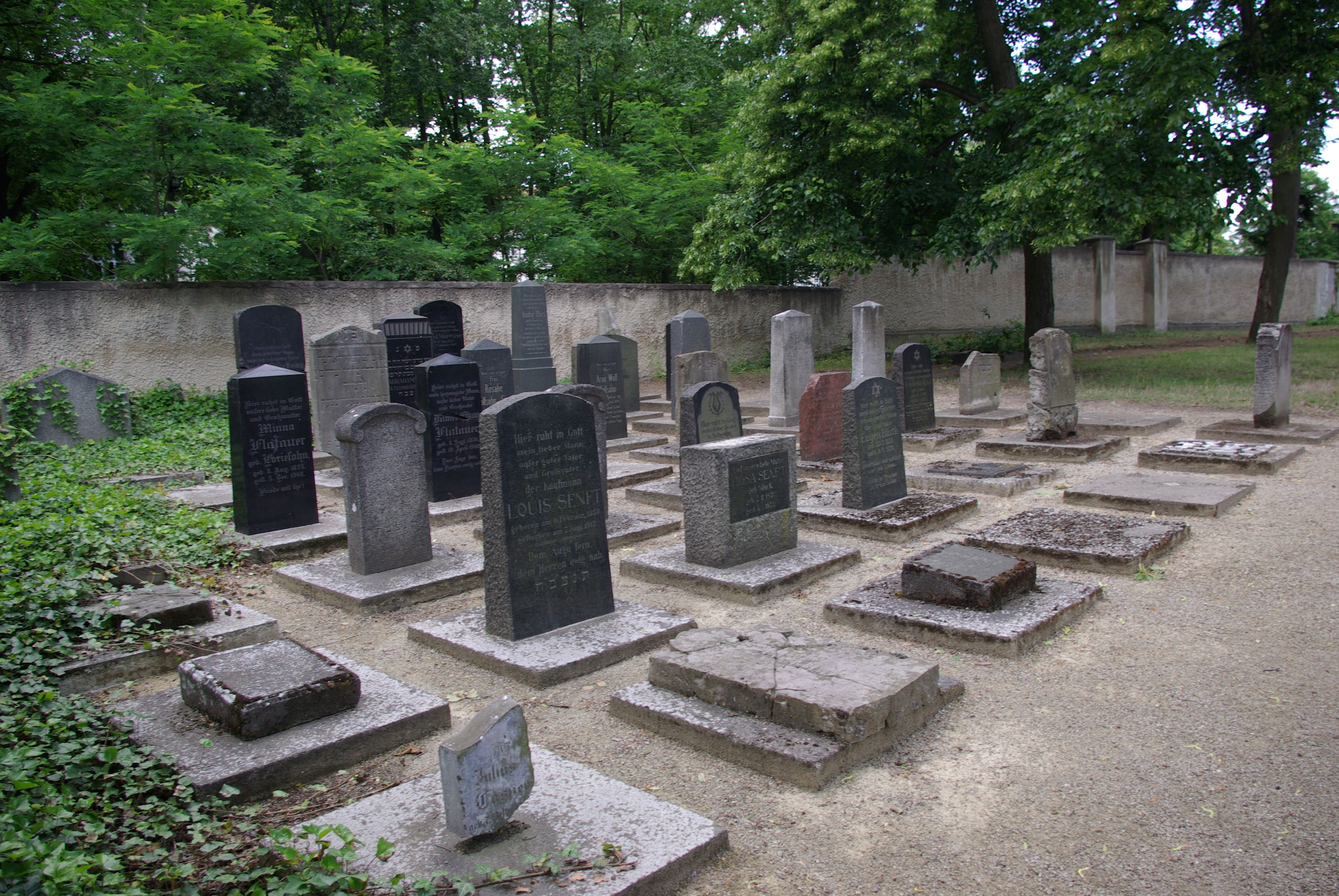
Jüdischer Friedhof in Fürstenwalde

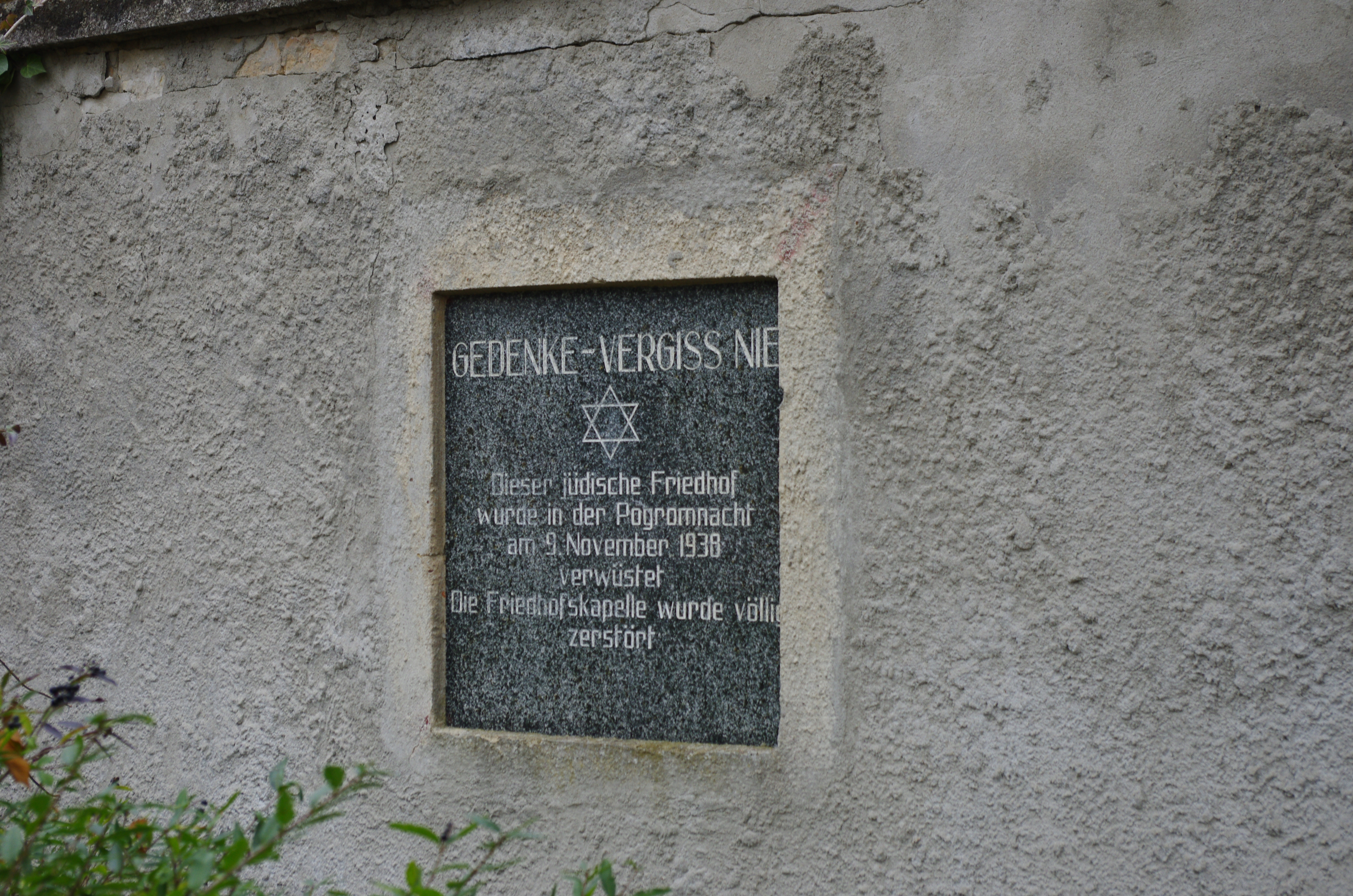
Gedenktafel

Der Jüdische Friedhof in Fürstenwalde/Spree, einer Stadt im Landkreis Oder-Spree im Land Brandenburg (Deutschland), wurde 1829 angelegt. Der jüdische Friedhof an der Frankfurter Straße/Ecke Grünstraße ist ein geschütztes Baudenkmal.

## Geschichte
Von einem alten jüdischen Friedhof, der bis 1829 belegt wurde und sich neben dem Neuen Tor außerhalb der Stadtmauer befand, sind keine Spuren mehr erhalten. Dieser Friedhof musste um 1850 einem Sommerlokal weichen.
Im Jahr 1829 wurde der heute noch vorhandene neue jüdische Friedhof angelegt, der 1928 erweitert wurde. In der Zeit des Nationalsozialismus und nach 1945 wurde der Friedhof mehrfach geschändet und weitgehend abgeräumt. Auf dem Friedhof sind heute nur noch etwa 25 Grabsteine (Mazewot) erhalten.
Die Trauerhalle wurde in der Zeit des Nationalsozialismus zerstört. Im Jahr 1988 wurde eine Gedenktafel an der Friedhofsmauer angebracht. Die Inschrift lautet: „Gedenke – vergiß nie. Dieser jüdische Friedhof wurde in der Pogromnacht am 9. November 1938 verwüstet. Die Friedhofskapelle wurde völlig zerstört.“